# 63 (szám)
A 63 (hatvanhárom) a 62 és 64 között található természetes szám.

## A szám a matematikában
A tízes számrendszerbeli 63-as a kettes számrendszerben 111111, a nyolcas számrendszerben 77, a tizenhatos számrendszerben 3F alakban írható fel.
A 63 páratlan szám, összetett szám, kanonikus alakban a 32 · 71 szorzattal, normálalakban a 6,3 · 101 szorzattal írható fel. Hat osztója van a természetes számok halmazán, ezek növekvő sorrendben: 1, 3, 7, 9, 21 és 63.
Erősen kotóciens szám.
Woodall-szám: 2nn − 1 alakú szám, ahol n = 4.
Repdigit a következő számrendszerekben: 2-es (1111112), 4-es (3334), 8-as (778), 20-as (3320) és 62-es (1162).
Huszonkétszögszám. Középpontos oktaéderszám.
A 63 három szám valódiosztóösszeg-függvényeként áll elő, ezek a 64, 177 és 817.

## A tudományban
- A periódusos rendszer 63. eleme az európium.